# Drużynowe Mistrzostwa Polski na Żużlu 1990
Drużynowe Mistrzostwa Polski na Żużlu 1990 – 43. edycja drużynowych mistrzostw Polski, organizowanych przez Polski Związek Motorowy (PZM). W sezonie 1990, po zmianach w regulaminie, do rozgrywek pierwszej ligi przystąpiło osiem zespołów, natomiast w drugiej lidze walczyło dziesięć drużyn.
Zwycięzca najwyższej klasy rozgrywkowej (I Ligi) zostaje Drużynowym Mistrzem Polski na Żużlu w sezonie 1989. Obrońcą tytułu z poprzedniego sezonu jest Unia Leszno. W tym roku triumfował Apator Toruń.

## Pierwsza Liga
| Poz. | Klub                 | Pkt. | Z  | R | P  | +/−  |
| ---- | -------------------- | ---- | -- | - | -- | ---- |
| 1    | Apator Toruń         | 28   | 14 | 0 | 6  | +62  |
| 2    | ROW Rybnik           | 22   | 11 | 0 | 9  | +162 |
| 3    | Polonia Bydgoszcz    | 22   | 11 | 0 | 9  | +136 |
| 4    | Stal Gorzów          | 16   | 8  | 0 | 12 | –132 |
| 5    | Motor Lublin         | 23   | 11 | 1 | 8  | +82  |
| 6    | Unia Leszno          | 21   | 10 | 1 | 9  | –39  |
| 7    | Falubaz Zielona Góra | 14   | 7  | 0 | 13 | –123 |
| 8    | Stal Rzeszów         | 14   | 7  | 0 | 13 | –148 |

## Druga Liga
| Poz. | Klub                  | Pkt. | Z  | R | P  | +/−  |
| ---- | --------------------- | ---- | -- | - | -- | ---- |
| 1    | Unia Tarnów           | 33   | 16 | 1 | 1  | +440 |
| 2    | Sparta Wrocław        | 25   | 12 | 1 | 5  | +262 |
| 3    | Kolejarz Opole        | 24   | 12 | 0 | 6  | +203 |
| 4    | Start Gniezno         | 24   | 12 | 0 | 6  | +151 |
| 5    | Włókniarz Częstochowa | 24   | 12 | 0 | 6  | +31  |
| 6    | Wybrzeże Gdańsk       | 16   | 8  | 0 | 10 | +28  |
| 7    | KKŻ Krosno            | 13   | 6  | 1 | 11 | –81  |
| 8    | Śląsk Świętochłowice  | 10   | 5  | 0 | 13 | –130 |
| 9    | Ostrovia Ostrów       | 8    | 4  | 0 | 14 | –306 |
| 10   | GKM Grudziądz         | 3    | 1  | 1 | 16 | –598 |

## Baraże
| Falubaz Zielona Góra 7. miejsce w I Lidze | 110:70 | Sparta Wrocław 2. miejsce w II Lidze |
| ----------------------------------------- | ------ | ------------------------------------ |
| Wrocław                                   | 42:48  | Zielona Góra                         |
| Zielona Góra                              | 62:28  | Wrocław                              |